# Afrothismia saingei
Espèce
Synonymes
- Afrothismia gabonensis Dauby & Stévart[1] [2]

Afrothismia saingei est une espèce de plante très rare, à fleurs saisonnières du Mont Koupé au Cameroun. Elle appartient à la famille des Burmanniaceae et au genre Afrothismia. D'une taille qui varie entre 2 et 17 cm, elle fleurit du mois de mai au mois de juillet. Elle vit et se développe dans les forêts tropicales humides en parasitisme avec d'autres plantes puisqu'elle ne produit pas par elle-même de chlorophylle. Ce mécanisme appelé mycohétérotrophie permet à cette espèce de soutirer les nutriments nécessaires à sa croissance grâce à ses plantes hôtes. Les scientifiques la placent comme une espèce hautement en danger selon la liste rouge de l'UICN à cause de l'exploitation massive et même illégale de la forêt.
Son épithète spécifique rend hommage au botaniste camerounais Moses Nsanyi Sainge.